# Победа (Рогнединский район)
Победа — опустевший поселок в Рогнединском районе Брянской области в составе Фёдоровского сельского поселения.

## География
Находится в северной части Брянской области на расстоянии приблизительно 16 км на север по прямой от районного центра поселка Рогнедино.

## История
Известен с 1930-х годов. На карте 1941 года отмечен как поселение с 16 дворами.

## Население
| 2010 | 2013 |
| ---- | ---- |
| 0    | →0   |

Численность населения: 13 человек (русские 100 %) в 2002 году.